# ایرنا یاروتسکا
ایرنا واندا یاروتسکا (لهستانی: Irena Wanda Jarocka؛ ‏ ۱۸ اوت ۱۹۴۶ – ۲۱ ژانویهٔ ۲۰۱۲) خواننده و بازیگر لهستانی بود.
او با گروه‌های موسیقی مختلفی همکاری داشته است، از جمله پولانی، چروُنه گیتاری و بودکا سوفلرا. او در لهستان و خارج از لهستان از جمله: آلمان غربی، آلمان شرقی، چکسلواکی، بلغارستان، سوئیس، ایتالیا، پرتغال، لوگزامبورگ، استرالیا، فرانسه و در مراکز جوامع لهستانی در آمریکا و کانادا کنسرت برگزار کرده است.

## زندگی‌نامه

### خانواده و تحصیلات
پدرش هنریک یاروتسکا (۱۹۲۱–۲۰۰۰) و مادرش هالینا اشموخرُوسکا (۱۹۲۳–۱۹۸۴) بود. ایرنا یاروتسکا در خانواده‌ای فقیر بزرگ شده بود؛ پدرش یک کفاش ارتوپدی بود و در بیمارستانی استانی در گدانسک کار می‌کرد و مادرش یک زن خانه‌دار بود. پدر او اعتیاد به الکل داشت و مادرش مبتلا به پسوریازیس بود. سه برادر کوچکتر داشت: هنریک، تَدِئوش و والدمار.
او در سربرنا گورا به دنیا آمده بود، اما در گدانسک بزرگ شده بود، جایی که از دبیرستان استفان ژرومسکی و دانشکده تربیت معلم، تربیت بدنی و زیست‌شناسی یندژیا اِشنیادِتْسکی‌یِگو فارغ‌التحصیل شده بود. پس از پایان دوره تربیت معلم، مدت کوتاهی نیز در مدرسه‌ای تدریس کرد. یاروتسکا در دانشکدهٔ موسیقی مدرسهٔ عالی موسیقی دولتی در گدانسک تحصیل کرد و آواز خوانی را نزد هالینا میتْسکی‌یِویچُونا فرا گرفت.

### حرفه

#### سال‌های ۱۹۶۰–۱۹۶۸
در سال ۱۹۶۰ آوازخوانی در گروه کر کلیسا در کلیسای جامع اولیوا را آغاز کرد. دو سال بعد، بازیگری را در تئاتر دراماتیک کلیسای جامع آغاز کرد. از سال ۱۹۶۴ تحصیل در کلاسِ یاتسک اویازدُوسکی در استودیوی ضبط موسیقی گدانسک وابسته به رادیو و تلویزیون لهستان را آغاز کرد. در همان زمان، او اولین آهنگ‌های خود را ضبط کرد، از جمله «Gdański most» (پل گدانسک) و «Wróć» (برگرد).
در سال ۱۹۶۵، او کار خود را با کنسرتی در کابارهٔ «رودی کُت» در گدانسک آغاز کرد، او همچنین به عنوان مدل در نمایش‌های مد و فشن شرکت می‌کرد. در همان زمان، به مدت ۲ سال در گروه موسیقی نیروی دریایی «فلوتلا» آواز خواند و همچنین با استودیوی گدانسک چند کنسرت برگزار کرد. در ۱۹۶۶، در جشنوارهٔ موسیقی لهستان برای شرکت کنندگان تازه‌کار در ریبنیک مقام دوم را بدست آورد. همچنین در بسیاری دیگر از مسابقات خوانندگی شرکت کرد، از جمله در مسابقهٔ «میکروفون برای همه». او دو آهنگ به وسیله ماتئوش اشوی‌یِچیتسکی ضبط کرد: «Romeo i Julia XX wieku» (رومئو و ژولیت قرن بیستم) و «Ciebie przecież wybrałam» (بالاخره تو را انتخاب کردم).
او آهنگ «Piosenką o piosence francuskiej» (آهنگی دربارهٔ یک آهنگ فرانسوی) را در یک کنسرت «پاگارت» که بوسیله تلویزیون ضبط شد، اجرا کرد. وی آهنگ «Sosno» (کاج) را در سومین جشنوارهٔ ملی موسیقی لهستان در اوپوله اجرا کرد. همچنین گروه موسیقی الیبابکی را در هنگام اجرایشان در برنامهٔ تلویزیونی «Reminiscencje festiwalowe» (خاطرات جشنواره) در تلویزیون لهستان همراهی کرد. در ۱۹۶۷، او آهنگ «Szumi wiatr» (باد می‌وزد) را در کنسرت «اولیه» در پنجمین جشنواره ملی موسیقی لهستان در اوپوله اجرا کرد.
در ۱۹۶۸، با آهنگ «Gondolierzy znad Wisły» (گوندولیرها از رود ویستولا) در مرحلهٔ پایانی هشتمین جشنوارهٔ بین‌المللی موسیقی در سوپوت شرکت کرد. وی برای اجرایش در ششمین جشنواره ملی موسیقی لهستان در اوپوله جایزه‌ای دریافت کرد و در برنامهٔ تلویزیونی «Telewizyjnej Giełdzie Piosenki» (تبادل آهنگ تلویزیونی) مقام دوم را کسب کرد. به خاطر همکاری یاروتسکا با «پاگارت» (مخفف آژانس هنری دولتی لهستان)، توانست که در خارج از وطن خود کنسرت بگذارد، از جمله یک تور یک‌ماهه در آمریکا و یک تور چهارماهه در شوروی به همراه گروه پولانْیه (که در آن زمان جزو اعضای گروه بود) با برنامهٔ هنریِ «Priwiet iz Warszawy!» (درود از ورشو!).

#### سال‌های ۱۹۶۹–۱۹۸۱
در سال‌های ۱۹۶۹–۱۹۷۲ وی دانشجوی بورسیه در پاریس بود و در همان زمان با گروهی از خوانندگان در کابارهٔ روسی شِه راسپوتین به آواز خواندن پرداخت و همچنین کنسرت‌های تک نفره نیز می‌گذاشت. همچنین مهارت‌های آوازخوانی و اجرا در صحنهٔ خود را همراه با دیگر خوانندگان در پُتی کنسرواتوار دو لا شانسون در اولیمپیای پاریس بهبود بخشید و همچنین به‌طور منظم رقص و ژیمناستیک هنری را تمرین می‌کرد. در هنگام اقامتش در فرانسه، با ژیلبر شِمونی قرار دادی انحصاری بست و با همکاری او آهنگ‌های متعددی را ضبط کرد؛ اما سال‌ها بعد، او آن قرارداد را نامطلوب و ناخوشایند توصیف کرد و همکاری با آن تهیه‌کننده را ناموفق خواند. یاروتسکا دو آلبوم برای شرکت فیلیپس نیز ضبط کرده و یکی از آلبوم‌ها را با آهنگ «Il faut y croire» (ما باید باور کنیم) تبلیغ کرده است. یاروتسکا در جشنوارهٔ بین‌المللی در شهرِ رِن اجرایی نیز داشت و در آنجا جایزهٔ «Hermine d'Argent» (قاقُم نقره‌ای)، جایزهٔ شهر رِن و جایزهٔ دیگری هم برای اجرای آهنگ‌های ژاک دال دریافت کرد.
بعد از بازگشتش به لهستان، در سال ۱۹۷۳ برنامهٔ تلویزیونی «Irena Jarocka zaprasza» (ایرنا یاروتسکا دعوت می‌کند) را تولید کردو تور کنسرتی به همین نام در سراسر مملکت خود برگزار کرد. در سال ۱۹۷۴ او اولین آلبوم خود را به نام «W cieniu dobrego drzewa» (زیر سایهٔ درختی زیبا) منتشر کرد و ۶۰۰٬۰۰۰ نسخهٔ آن به فروش رفت و در ۱۹۷۵ یک گواهینامه طلایی دریافت کرد. او آلبوم را با آهنگ‌های محبوبی از جمله: «Nie wrócą te lata» (آن سالها دیگر بر نمی‌گردند) و «Motylem jestem» (من یک پروانه‌ام) و همچنین «Wymyśliłam cię» (من تو را خلق کردم) تبلیغ و محبوب کرد، و برای اجرای این آلبوم در چهاردهمین جشنواره بین‌المللی موسیقی در سوپوت جایزه‌ای به انتخاب حضار دریافت کرد. در سال ۱۹۷۴، او به آلمان رفت و در آنجا با شرکت رُبا موزیک پرودوکسیون قرارداد سه ساله بست و تحت عنوان «Irena Jarova» آهنگ‌هایی به زبان آلمانی خواند، از جمله: «Junge Liebe» (عشق جوانی) و «Warum Weit der Wind» (چرا باد دور هست؟) او بعدها قرارداد را فسخ کرد و به لهستان بازگشت، چون به گفتهٔ خود قصد نداشت که بصورت دائم در آلمان اقامت کند.
او در سال ۱۹۷۵ در جشنوارهٔ موسیقی شوروی در ژیلونا گورا اجرایی داشت. در ۱۹۷۶، یکی از فیلم‌های یژی گروزا به نام «Motylem jestem, czyli romans 40-latka» (من یک پروانه‌ام، یا عشقی ۴۰ ساله) اکران شد که در آن ایرنا یاروتسکا در نقش ایرنا اُرسکا بازی کرد و آهنگ‌های متعددی را در آن فیلم خواند، از جمله «Motylem jestem» (من یک پروانه‌ام). در همان سال، او در جشنوارهٔ بین‌المللی موسیقی یاماها در توکیو شرکت کرد و به نمایندگی از لهستان، آهنگ مشهور «Odpływają kawiarenki» (کافه‌ها شناورند، اجرا شده به فرانسه: Le Petit Café، به معنای کافهٔ کوچک) را اجرا کرد و جایزه‌ای نیز دریافت کرد. کمی بعد، تصادف شدیدی برای او رخ داد و به همین سبب ناچار شد که چند ماه از فعالیتش دست بکشد. زبیگنیف رلیگا او را جراحی و درمان کرد.
در ۱۹۷۸، او آهنگ «Mój słodky Charlie» (چارلیِ نازنینم) را در هجدهمین جشنوارهٔ بین‌المللی موسیقی سوپوت اجرا کرد، و در ۱۹۷۹ آلبوم «Być narzeczoną twą» (نامزد تو بودن) را منتشر کرد. در اوایل دههٔ ۸۰ میلادی، او سبک پاپ-راک را برای مدتی امتحان کرد، با گروه بودکا سوفلرا همکاری کرد و به همراه آنها آهنگ‌های «To za mało» (کافی نیست) و «Nie odchodź jeszcze» (ترکم مکن) خواند. همچنین با گروه اکسودوس هم همکاری داشت و آهنگ‌های «Jednodniowe obietnice» (قولهای یک روزه) و «Ześlij mi» (برایم بفرست) را خواند.

#### پس از ۱۹۸۲
چند ماه پس از تولد دخترش در ۱۹۸۲، فعالیتش را از سر گرفت و در کلاب «اسکورپیوس» در نیوجرسی چند کنسرت برگزار کرد و همچنین برنامه تلویزیونی «Zwariowany dzień» (روزی دیوانه وار) را تولید کرد. در سال‌های بعد، او در نیویورک، نیو بریتین و شیکاگو چند کنسرت گذاشت. در ۱۹۸۵، او برنامه‌ای با عنوان «Największe przeboje Ireny Jarockiej» (بهترین و محبوب‌ترین آهنک‌های ایرنا یاروتسکا) ضبط و تولید کرد. در ۱۹۸۷، یک آلبوم استودیویی به نام خودش «Irena Jarocka» منتشر کرد و در ۱۹۸۸، یک تور کنسرت در استرالیا به همراهِ وویچی‌یه موِنارسکی برگزار کرد. در ۱۹۹۰ او به همراه دخترش به همسرش میخاو سوبولِوسکی، که کارمند آمادمی علمی لهستان بود و از ۱۹۸۹ در آمریکا کار می‌کرد، ملحق شد. یاروتسکا در سال اول اقامتش در آمریکا کنسرتی نگذاشت، چون دچار افسردگی به دلیل دوری از وطن خویش شد. با گذشت زمان، فعالیت خود را دوباره آغاز کرد و در کاباره‌های لهستانی اجرا کرد، در ۱۹۹۲ آلبومی در بازار آمریکا منتشر کرد با نام «My French Favourites» (آهنگ‌های فرانسوی مورد علاقهٔ من) که در آن آهنگ‌های محبوب فرانسوی را با سبک جاز اجرا می‌کند. او آهنگ‌های آلبوم را در یک شوی تلویزیونی در تلویزیون لهستان در ورشو اجرا و معرفی کرد. هنگامی که در آمریکا بود، او در فعالیت‌های کابارهٔ بین‌المللی زنان در شهر مورگان تاون شرکت کرد. همچنین در نوشتن کتاب «Kuchnie z całego świata» (غذاهای سراسر جهان) نیز کمک کرد.

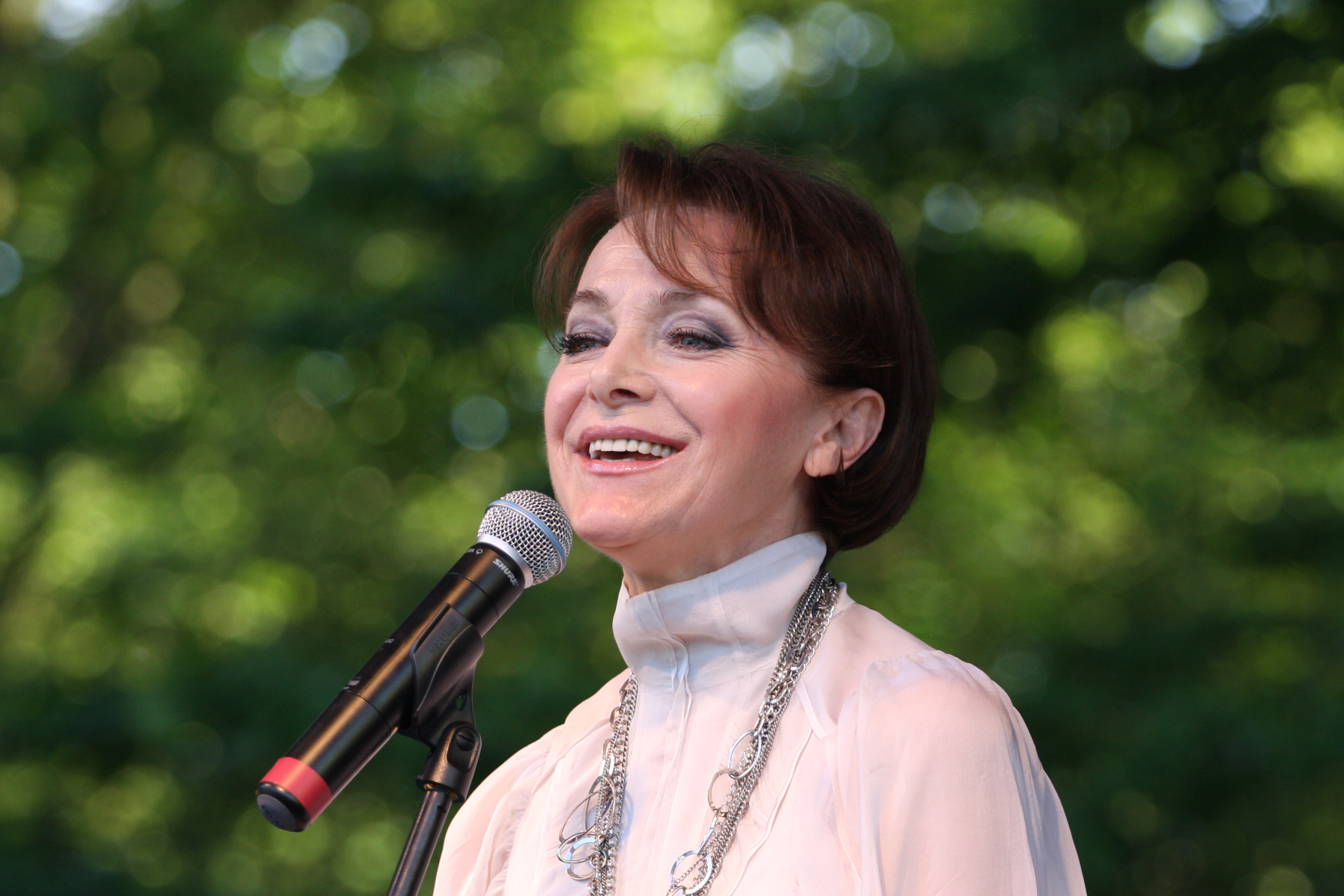
ایرنا یاروتسکا (۲۰۱۰)

در اواخر دههٔ ۹۰، در فعالیتهای سازمان «اکو اینترنشنال» شرکت کرد و به دنبال آن، دو کنفرانس در گدنیا برگزار شد که دربارهٔ بهداشت زنان بودند. در ۱۹۹۹، او شهروندی آمریکا را دریافت کرد. در ۲۰۰۰، او در نمایش «Piękny widok» (چشم‌اندازی زیبا، نوشتهٔ اسلاومیر مروژک و به کارگردانی سیلوی دنیل) در یک سالن تئاتر لهستانی در واشینگتن نقش یک زن جاسوس بازی کرد. در اکتبر ۲۰۰۱، آلبومی به نام «Mój wielki sen» (رویاهای بزرگ من) منتشر کرد که شامل آثار محبوب او در تنظیم‌های جدیدی هست که توسط هنرمندان نسل جوان ایجاد شده است. در سال ۲۰۰۳، او بعنوان یک هنرمند محبوب در جشنواره‌ای در سیراکیوس حضور پیدا کرد و بنیاد «Poland-USA Promotion» (حمایت از خوانندگان تازه‌کار در لهستان و آمریکا) را راه‌انداری کرد. در آوریل ۲۰۰۴، به لهستان بازگشت و یک تور تابستانی را برگزار کرد. در ۲۰۰۶، او با کمک چسلاوا باوئر جشنوارهٔ «Discover Poland Festival» (جشنوارهٔ کشف لهستان) را در کالیفرنیا برپا کرد و همچنین مهمان برنامهٔ گفتگوهای آمریکاییِ اوا دژزگا بود.
در سال ۲۰۰۷ به لهستان بازگشت و یک تور کنسرت در سراسر مملکت خود برگزار کرد. در همان سال، زندگینامهٔ خود را با عنوان «Motylem jestem, czyli piosenka o mnie sami» (من یک پروانه‌ام، یا آهنگی دربارهٔ خودم) به رشتهٔ تحریر درآورد. این کتاب در قالب یک مصاحبهٔ طولانی هست که بوسیله «ماگدالنا ولوسیاک» انجام می‌گیرد. در ۲۰۰۸، او آلبوم «Małe rzeczy» (چیزهای کوچک) را منتشر کرد و آن را با عنوان «محبوب‌ترین» تبلیغ کرد. در سال ۲۰۱۰، او به همراه مایکل بولتون، آخرین آهنگ محبوب و مشهور خود را به نام «Break Free» (آزاد شدن) را خواند، همچنین یک آلبوم کریسمسی به نام «Ponieważ znów są święta» (چون دوباره کریسمس هست) که در آن سرودهای کریسمسی متعددی از جمله «Pastorałką braterską» (سرودی برادرانه) نوشتهٔ یانوش پیونت‌کووسکی را منتشر کرد. علیرغم بیماری اش، او همچنان به فعالیت حرفه‌ای خود و اجرای کنسرت ادامه داد، از جمله: در ۲۹ مارس ۲۰۱۰ در کنسرتِ «Diwy polskiej estrady» (خوانندگان زن اپرا در صحنه‌های اپرای لهستان) در سالن کنگره ورشو اجرا کرد و آخرین کنسرت خود را نیز در ۱۴ اوت ۲۰۱۱ در دهمین جشن بزرگداشت سنت سیگیسموند در اِشچِپَنکی برگزار کرد.

## زندگی خصوصی
در ۱۹۷۲ با یک آهنگساز که مدیر برنامه اش نیز بود، به نام ماریان زاخارِویچ ازدواج کرد. آنها در ۱۹۷۷ طلاق گرفتند. در لنینگراد، هنگامی که در تور کنسرتش در روسیه بود، یاروتسکا با یک دانشمند رایانه به نام میخاو سوبولوسکی آشنا شد و در سال ۱۹۸۹ ازدواج کردند. در سال ۱۹۸۲ دخترشان چشم به جهان گشود.

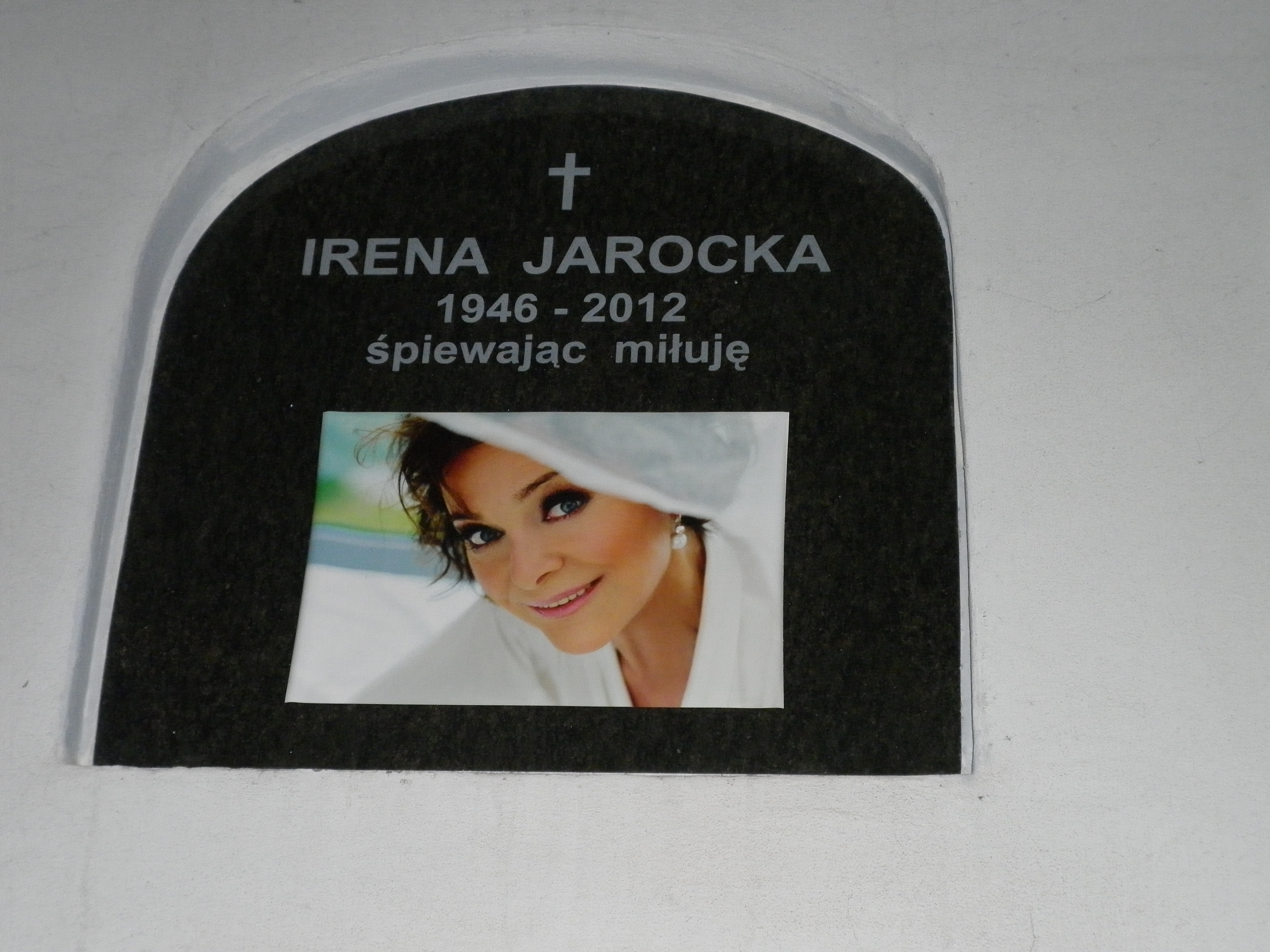
آرامگاه ایرنا یاروتسکا در گورستان پوونسکوفسکی در ورشو

ایرنا یاروتسکا به دلیل توموری بدخیم که مبتلا به گلیوما (سرطان مغز) بود و در ۱۸ اوت ۲۰۱۱ تحت عمل جراحی مغز قرار گرفت؛ امّا با این وجود در تاریخِ ۲۱ ژانویه ۲۰۱۲ در یکی از بیمارستان‌های ورشو چشم از جهان فروبست. مراسم خاکسپاری در ۲۷ ژانویه ۲۰۱۲ در کلیسای سنت چارلز بورومئو در پووُنزکی انجام گرفت. وی در گورستان پوونسکوفسکی در ورشو به خاک سپرده شد.
در ۲۱ اکتبر ۲۰۲۱، در گدانسک-اولیوا، میدان شهر که در تقاطع خیابان‌های ژرومسکی‌یگو و گروتگِرا قرار دارد، به نام ایرنا یاروتسکا نامگذاری شد، و همچنین یک مجسمه توسط هنرمندی به نام مَچِی یاگوجینسکی-یاگنمی‌یر در آنجا رونمایی شد.

## جایزه‌ها و افتخارات
- ۱۹۶۸ – مقام نخست در مسابقهٔ تلویزیونی «Telewizyjnej Giełdzie Piosenki» (تبادل آهنگ تلویزیونی) 
 (برای اجرای آهنگِ «Gondolierzy znad Wisły»، گوندولیرها از رود ویستولا)
- ۱۹۷۱ – جایزهٔ «Hermine d'Argent» (قاقُم نقره‌ای) در جشنوارهٔ رِن
- ۱۹۷۳ – جایزهٔ حلقهٔ نقره ای در جشنوارهٔ موسیقی سربازان در کووبژک (برای اجرای آهنگِ «Ballada o żołnierzu, któremu udało się powrócić»، تصنیفی دربارهٔ سربازی که موفق شد بازگردد)
- ۱۹۷۴ – جایزهٔ حضار در جشنوارهٔ بین‌المللی موسیقی سوپوت
- ۱۹۷۵ – جایزهٔ میخ نقره‌ای فصل ۱۹۷۴ که توسط تحریریهٔ «Kurier Polski» اهدا شد.
- ۱۹۷۵ – جایزهٔ مقام دوم در «Coupe d'Europe Musicale» (جام موسیقی اروپا) در فیلاخ، اتریش
- ۱۹۷۶ – جایزهٔ میخ نقره‌ای فصل ۱۹۷۵ که توسط تحریریهٔ «Kurier Polski» اهدا شد.
- ۱۹۷۶ – جوایز افتخاری در جشنوارهٔ بین‌المللی موسیقی یاماها در توکیو (برای اجرای آهنگِ «Le Petit Café»، کافهٔ کوچک)
- ۱۹۷۷ – جایزهٔ میخ نقره‌ای فصل ۱۹۷۶ که توسط تحریریهٔ «Kurier Polski» اهدا شد.
- ۱۹۷۸ – جوایز افتخاری در جشنواره‌ای در پالما دِ مایورکا (برای اجرای آهنگِ «Wymyśliłam cię»، من تو را خلق کردم)
- ۱۹۷۸ – جایزهٔ مقام دوم در جشنواره‌ای در درسدن، آلمان شرقی (برای اجرای آهنگِ «Mój słodki Charlie»، چارلی نازنینم)
- ۱۹۷۸ – کسب جایزه‌های متعدد در لیماسول، قبرس
- ۱۹۷۹ – جایزهٔ میخ نقره‌ای فصل ۱۹۷۸ که توسط تحریریهٔ «Kurier Polski» اهدا شد.

## ترانه‌شناسی

### آلبوم‌های استودیویی
- ۱۹۷۴ – W cieniu dobrego drzewa (زیر سایهٔ درختی زیبا)، انتشار مجدد در ۲۰۰۱
- ۱۹۷۶ – Gondolierzy znad Wisły (گوندولیرها از رود ویستولا)، انتشار مجدد در ۲۰۰۱
- ۱۹۷۷ – Wigilijne życzenie (آرزوی شب کریسمس)، انتشار مجدد در ۲۰۰۱
- ۱۹۷۷ – Koncert (کنسرت)
- ۱۹۷۸ – Być narzeczoną twą (نامزد تو بودن)، انتشار مجدد در ۲۰۰۱
- ۱۹۸۱ – Irena Jarocka (ایرنا یاروتسکا)
- ۱۹۸۷ – Irena Jarocka (ایرنا یاروتسکا)
- ۱۹۹۲ – My French Favorites (آهنگ‌های فرانسوی مورد علاقهٔ من)
- ۲۰۰۱ – Mój wielki sen (آرزوی بزرگ من)
- ۲۰۰۴ – Kolędy bez granic (سرودهای کریسمس بدون مرز)
- ۲۰۰۸ – Małe rzeczy (چیزهای کوچک)
- ۲۰۱۰ – Ponieważ znów są święta (چون دوباره کریسمس هست)
- ۲۰۱۲ – Piosenki francuskie (آهنگ‌های فرانسوی)

### تک آهنگ‌ها
- ۱۹۶۹ – Il faut y croire/Tu me reviendras (ما باید باور کنیم؛ به فرانسه/پیش من بر می‌گردی؛ به فرانسه)
- ۱۹۷۰ – Tant que la barque va/Et ce sera moi (تا وقتیکه قایق می‌رود؛ به فرانسه/و قرار هست که من باشم؛ به فرانسه)
- ۱۹۷۴ – Śpiewam pod gołym niebem (من در هوای آزاد آواز می‌خوانم) 
 Wymyśliłam cię (من تو را آفریدم) 
 Nie wrócą te lata (آن سالها بر نمی‌گردند) 
 W cieniu dobrego drzewa (زیر سایه درخت زیبا) 
 Ty i ja – wczoraj dziś (من و تو، دیروز و امروز)
- ۱۹۷۵ – Junge Liebe/Warum weint der Wind (عشقِ جوانی؛ به آلمانی/چرا باد دور هست؟ - به آلمانی)
- ۱۹۷۵ – Kocha się raz/Zawsze pójdę z tobą (فقط یکبار عاشق می‌شوی/همیشه با تو می‌روم)
- ۱۹۷۶ – Sag ihm, das ich ihn liebe/Auf dem Bahnsteig Nr. 8 (بهش بگو دوستش دارم؛ به آلمانی/روی سکوی شمارهٔ ۸؛ به آلمانی)
- ۱۹۷۶ – Odpływają kawiarenki/Przeczucie (کافه‌ها دارند دور می‌شوند/خم شدن)
- ۱۹۷۶ – Sto lat czekam na twój list/By coś zostało z tych dni (من برای نامهٔ تو صد سال هست که منتظرم/تا چیزی از این روزها باقی بماند)
- ۱۹۷۷ – Morgenrot/Unser Zelt aus Stroh (سپیده دم/چادر حصیری ما؛ به آلمانی)
- ۱۹۷۸ – Garść piasku/Chyba się warto o mnie bić (یک مشت شن/فکر می‌کنم ارزش جنگیدن را دارم)
- ۱۹۷۸ – Niech tańczą nasze serca/Mój słodki Charlie (بگذار دلهای ما برقصند/چارلی نازنینم)
- ۱۹۷۸ – Nie wiadomo, który dzień/Wszystko dam (نمی‌دانم چه روزی/من همه چیز را می‌دهم)
- ۱۹۷۸ – Być narzeczoną twą/Przeoczone, zawinione (نامزد تو بودن/نادیده گرفته شده، مقصر)
- ۱۹۷۸ – Nadzieja/Był ktoś (امید/کسی بود)
- ۱۹۷۹ – Piosenka spod welonu (ترانه‌ای از زیر حجاب) 
 Mon Harley Davidson (آرله داویدسونِ من؛ به فرانسه) 
 Plaisir d’amour (لذت عشق؛ به فرانسه) 
 Aranjuez mon amour (آرانخوئز عشقِ من؛ به اسپانیایی)
- ۱۹۸۰ – To za mało/Nie odchodź jeszcze (کافی نیست/ترکم مکن)
- ۱۹۸۱ – 'Tańczy niedziela/Gimmie Some Lovin (رقص‌های یکشنبه/به من کمی عشق بورز)
- ۱۹۸۱ – Mam temat na życie/Bliski sercu dzień (من هدفی برای زندگی دارم/روزی که به قلبم نزدیک بود)
- ۱۹۸۷ – Beatelmania story[۶۵] (داستانِ بیتل مانیا)
- ۲۰۰۱ – Magia księżyca/Dance Remix: Motylem jestem, Kawiarenki, Nie wrócą te lata (جادوی ماه/ریمیکس رقص: من پروانه‌ام، کافه‌ها، آن سالها دیگر برنمی‌گردند)
- ۲۰۰۲ – Na krakowską nutę – duet z zespołem Wawele (یک یادداشت کراکوفی/دونوازی با گروه واوِله)
- ۲۰۰۸ – Małe rzeczy (چیزهای کوچک)
- ۲۰۰۹ – No to co (خب که چی)
- ۲۰۱۰ – Break Free (آزاد شدن) - دونوازی با مایکل بولتون
- ۲۰۱۰ – Ponieważ znów są święta (چون دوباره کریسمس هست)

### آلبوم‌های گردآوری شده
- ۱۹۹۵ – Wielkie przeboje (بهترین آهنگ‌های پرطرفدار)
- ۱۹۹۵ – Kolekcja vol.1 (مجموعهٔ شمارهٔ ۱)
- ۱۹۹۵ – Kolekcja vol.2 (مجموعهٔ شمارهٔ ۲)
- ۱۹۹۸ – Odpływają kawiarenki – Złota kolekcja (کافه‌ها شناورند ـ مجموعهٔ طلایی)
- ۲۰۰۲ – Złote przeboje – Platynowa kolekcja (برترین‌های طلایی ـ مجموعهٔ پلاتین)
- ۲۰۰۳ – Motylem jestem (من یک پروانه ام)
- ۲۰۰۶ – Moje złote przeboje – Platynowa kolekcja (آهنگ‌های محبوب طلایی من ـ مجموعهٔ پلاتین)
- ۲۰۰۶ – Piosenki o miłości – Platynowa kolekcja (آهنگ‌های عاشقانه ـ مجموعهٔ پلاتین)
- ۲۰۱۰ – Największe przeboje 1 – nowe nagrania największych przebojów, cz. 1 (بهترین ترانه‌های پرطرفدار ۱ ـ ضبط‌های جدید بهترین ترانه‌های پرطرفدار، قسمت ۱)
- ۲۰۱۰ – Największe przeboje 2 – nowe nagrania największych przebojów, cz. 2 (بهترین ترانه‌های پرطرفدار ۲ ـ ضبط‌های جدید بهترین ترانه‌های پرطرفدار، قسمت ۲)
- ۲۰۱۱ – 40 piosenek Ireny Jarockiej (۴۰ آهنگ از ایرنا یاروتسکا)

در ۱۶ نوامبر ۱۹۹۸ , آلبوم Odpływ Kawiarenki (کافه‌ها شناورند) بعنوان بخشی از مجموعه آلبوم‌های Złota Kolekcja (مجموعهٔ طلایی) با بهترین آهنگ‌های ایرنا یاروتسکا منتشر شد که شامل ۲۳ آهنگ (از جمله Gondolierzy znad Wisły [گوندولیرها از رود ویستولا]، Wymyślałam Cię [من تو را خلق کردم]) بود.

## فیلم‌شناسی
- ۱۹۷۴ – Ile jest życia (چقدر زندگی در آنجا هست؟) (به کارگردانی زبیگنیف کوژمینسکی) – اجرای آهنگ
- ۱۹۷۶ – Motylem jestem czyli romans 40-latka (من یک پروانه‌ام، یا عشقی ۴۰ ساله) (به کارگردانی یژی گروزا) – در نقش یک خواننده به نام ایرنا اُرسکا و اجرای آهنگ
- ۱۹۹۶ – ”Bar „Atlantic (بارِ آتلانتیک) (به کارگردانی یانوش مایفسکی) – اجرای آهنگ
- ۲۰۰۰ – Twarze i maski (صورت‌ها و نقابها) (به کارگردانی فلیکس فالک) – اجرای آهنگ[۶۶]

## کتاب‌ها
وُلانسکی، ریشارد (۱۹۹۵). «Jarocka Irena». Leksykon polskiej muzyki rozrywkowe [واژه نامهٔ آهنگ‌های محبوب لهستانی]. ورشو: Agencja Wydawnicza Morex. صص. ۷۸–۷۹. شابک ۸۳-۸۶۸۴۸-۰۵-۷.
یاروتسکا، ایرنا؛ ولوسیاک، ماگدالنا (۲۰۰۷). Motylem jestem, czyli piosenka o mnie samej [من پروانه هستم، یا آهنگی دربارهٔ خودم]. Prószyński i S-ka. شابک ۹۷۸-۸۳-۷۴۶۹-۶۲۳-۴.
یِرافِیِنکا، وُلگا (۲۰۱۶). Irena Jarocka [ایرنا یاروتسکا]. Wydawnictwo Petrus. شابک ۹۷۸-۸۳-۷۷۲۰-۳۵۷-۶.